# Pczelina
Pczelina (bułg. Пчелина) – wieś w Bułgarii, w obwodzie Razgrad, w gminie Samuił. W 2023 roku liczyła 255 mieszkańców.